# Анхела
„Анхела“ (на испански: Ángela) е мексиканска теленовела от 1998 г., създадена от Куаутемок Бланко и Мария дел Кармен Пеня, режисирана от Роберто Гомес Фернандес и Салвадор Санчес, и продуцирана от Хосе Алберто Кастро за Телевиса.
В главните роли са Анхелика Ривера и Хуан Солер, а в отрицателните - Патрисия Навидад, Хуан Пелаес и Хоана Бенедек. Специално участие вземат първите актьори Жаклин Андере, Ана Мартин и Игнасио Лопес Тарсо.

## Сюжет
Анхела Беяти е млада учителка, очарователна и много красива, която живее в крайбрежния град Ел Росарио, щата Веракрус, с болната си майка, Делия Беяти Ролдан, и Франсиска, бавачката на Анхела, която я има за втора майка. Приятелят на Анхела е Хулиан Ариспе, потаен човек, когото тя смята за честен, но всъщност е женкар, който ѝ изневерява с Химена Чавес, най-добрата приятелка на Анхела.
Анхела постоянно е в конфликти с майка си, защото Делия подозира за изневерите на Хулиан и иска да предпази дъщеря си от разочарованието, което самата тя е преживяла. Анхела се изправя срещу майка си, защото вярва на Хулиан, обстоятелствата се променят коренно, когато открива, че Хулиан и Химена имат връзка.
В същото време, здравето на Делия се влошава и е приета в болница. Знаейки, че ще умре, Делия с последния си дъх проклина жената, която е отнела любовта на съпруга ѝ и баща на Анхела – Емилия Сантияна Ролдан, първата ѝ братовчедка. Когато разбира името на жената, разбила семейството им, Анхела се кълне, че ще открие леля си и ще я накара да си плати за това, че е провалила живота на майка ѝ.
Емилия Сантияна Ролдан е красива и забележителна жена, която живее в град Сан Мигел де Алиенде, която чрез упоритата си работа и постоянство е спечелила позиции и сега е собственик на фабрика и няколко мини. Анхела пристига в града, изпълнена с отмъщение, и отива в компанията на леля си, за да търси работа. Йоланда Ривас, дясната ръка на Емилия, изпитва състрадание към сладкото и добродушно момиче, и съжалявайки я, убеждава Емилия да я вземе на работа. Бавно, Анхела печели доверието на Емилия.
В Сан Мигел де Алиенде живее Мариано Баутиста, млад инженер, работещ в сребърната мина „Ла Соледад“, собственост на Емилия и дон Фелисиано Виянуева, един старец, който, поради финансови затруднения, е бил принуден да продаде част от мината на Емилия. Анхела започва да работи като администратор в мината, и въпреки че познанството ѝ с Мариано започва враждебно, постепенно двамата се опознават и в крайна сметка се влюбват.
След толкова много горчиви преживявания, щастието изглежда най-накрая достига Анхела, но клетвата, която е дала, взема връх и сега Анхела не може да направи нищо, за да прекрати приливите и отливите на разрушения и страдания, които сама е предизвикала. Анхела успява да отмъсти, но заплаща висока цена – своето щастие, мъжът, когото обича и нейната собствена истина.

## Актьори
Част от актьорския състав:
- Анхелика Ривера – Анхела Беяти / Анхела Гаярдо Беяти
- Хуан Солер – Мариано Баутиста Солорсано
- Жаклин Андере – Емилия Сантияна Ролдан
- Игнасио Лопес Тарсо – Дон Фелисиано Виянуева
- Хуан Пелаес – Умберто Гаярдо
- Патрисия Навидад – Химена Чавес
- Аурора Молина – Франсиска Осуна
- Ана Мартин – Делия Беяти Ролдан
- Ернесто Годой – Бруно Лисарага Миранда
- Росанхела Балбо – Естер Миранда Пара де Лисарага
- Арсенио Кампос – Оскар Лисарага
- Хоана Бенедек – Диана Лисарага Миранда
- Хари Гейтнер – Хулиан Ариспе
- Мануел „Флако“ Ибаниес – дон Рамиро
- Рене Касадос – Алфонсо Молина
- Гретел Валдес – Елоиса

## Премиера
Премиерата на Анхела е на 30 ноември 1998 г. по Canal de las Estrellas. Последният 78. епизод е излъчен на 19 март 1999 г.